# Boko Haram (film)
Ne doit pas être confondu avec Boko Haram.
Boko Haram (également connu sous le titre Nation Under Siege) est un film de Nollywood sorti en 2013, réalisé par Pascal Amanfo et produit par Double D.

## Synopsis
La prémisse du film suit un expert du contre-terrorisme qui tente d'arrêter un groupe de terroristes islamiste qui terrorisent et massacrent des Nigérians.

## Acteurs
- Nneka J. Adams (ha)
- Majid Michel
- Mary Uranta
- Pascal Amanfo
- Zynell Lydia
- Seun Akindele (en)
- Sam Sunny

## Polémiques
Les cinémas au Nigeria ont refusé de projeter le film à cause du nom qui fait référence à un groupe controversé, le réalisateur Amanfo a dû changer le nom du film de Boko Haram à Nation Under Siege avant de le sortir au Nigeria,.
Le film a reçu une certaine controverse au sujet de Majid Michel, un acteur ghanéen, dépeignant un terroriste nigérian, et pour sa représentation du terrorisme islamique, qui a abouti à l'interdiction du film au Ghana.